# ولاية جانسي
كانت Jhansi دولة أميرية مستقلة تحكمها سلالة Maratha Newalkar تحت سيادة الهند البريطانية من عام 1804 حتى عام 1853، عندما استولت السلطات البريطانية على الدولة بموجب شروط مذهب الفاصل. قبل ذلك كانت تحت سيطرة البيشوا من 1728 إلى 1804. كانت مدينة جانسي المحصنة عاصمتها.
تاريخياً، كانت إمارة جانسي في بوندلخاند تحت سيطرة رئيس رافد من البيشوا، الذي تنازل عن حقوقه في مقاطعة جانسى للبريطانيين بعد هزيمة إمبراطورية المراثا. كافأ اللورد هاستينغز القائد بالحكم الوراثي على المقاطعة. ومع ذلك، فقد تم استعادة دولة Jhansi وحكمها من قبل Rani Laxmi Bai (المعروف أيضًا باسم Manikarnika)، أحد الشخصيات البارزة في التمرد الهندي عام 1857، من أغسطس 1857 إلى يونيو 1858. كان علم الدولة عبارة عن لافتة زعفران مرتبطة بـ الهندوسية.